# Římskokatolická farnost Kuřim
Římskokatolická farnost Kuřim je územní společenství římských katolíků v tišnovském děkanství s farním kostelem sv. Maří Magdalény.

## Území farnosti
- Kuřim, farní kostel sv. Maří Magdalény a kaple sv. Jana Nepomuckého
- Česká, kaple Panny Marie Růžencové
- Jinačovice, kaple sv. Maří Magdalény
- Moravské Knínice, kostel sv. Markéty, kaple sv. Jana Nepomuckého a kaple sv. Cyrila a Metoděje

## Historie farnosti
První doložená písemná zpráva o kuřimském kostele pochází z roku 1226, zpráva o místní farnosti pak z roku 1286. Na konci třicetileté války vyplenily kostel i faru švédská vojska. V letech 1766 až 1772 byl postaven nový kostel. Až do roku 1833 byl kolem kostela hřbitov. Generálními opravami prošel kostel v letech 1888 a 1971 až 1972. 

## Duchovní správci
V červenci 1993 byl jmenován farářem v Kuřimi Jiří Krpálek. Během svého kuřimského působení se zasloužil o postupné provedení oprav farního kostela sv. Máří Magdaleny a kromě toho studoval medicínu a etnografii na Masarykově univerzitě. Od května 1998 byl navíc pověřen duchovní péčí o vězně v kuřimské věznici. Po jeho přeložení do Lipůvky se stal od prosince 2011 farářem R. D. Mgr. Adam Malczynski. Toho jako farář vystřídal od 1. srpna 2016 ThLic. PhDr. Ing. Jaroslav Filka.

## Bohoslužby
| Kostel             | Místo            | Bohoslužba (den)             | Hodina                                             | Poznámka        |
| ------------------ | ---------------- | ---------------------------- | -------------------------------------------------- | --------------- |
| sv. Maří Magdalény | Kuřim            | neděle pondělí čtvrtek pátek | 8.00, 9.30 (s katechezí pro děti) 8.30 18.00 16.45 | Farní kostel    |
| sv. Markéty        | Moravské Knínice | neděle pátek                 | 11.00 18.00                                        | filiální kostel |

## Aktivity farnosti
Dnem vzájemných modliteb farností za bohoslovce a bohoslovců za farnosti brněnské diecéze je 20. leden. Adorační den připadá na 12. října.
Na území farnosti se koná Tříkrálová sbírka. Při sbírce v roce 2016 se vybralo v Kuřimi 122 398 korun, v Moravských Knínicích 34 778 korun, v České 27 250 korun a v Jinačovicích 18 817 korun. O rok později činil výtěžek sbírky v Kuřimi 148 966 korun, v Moravských Knínicích 38 214 korun, v České 29 139 korun a v Jinačovicích 18 685 korun.
V roce 2016 se začala opravovat budova fary. Opravena byla elektroinstalace a sociální zařízení, dále získá budova novou fasádu, upraveny budou vnitřní prostory, rekonstruovány budou i sklepy. Na úhradě se podílí farnost, sponzoři, město a Jihomoravský kraj.